# Bancolombia Open 2004
Il Bancolombia Open 2004 è stato un torneo di tennis facente parte della categoria ATP Challenger Series nell'ambito dell'ATP Challenger Series 2004. Il torneo si è giocato a Bogotà in Colombia dall'8 al 14 marzo 2004 su campi in terra rossa.

## Vincitori

### Singolare
Alejandro Falla ha battuto in finale  Adrián García con il punteggio di 4–6, 6–1, 6–2

### Doppio
Sebastian Quintero /  Oscar Rodriguez-Sanchez hanno battuto in finale  Gustavo Marcaccio /  Diego Veronelli con il punteggio di 6–3, 6–4